# Капасия (подокруг)
Капасия (бенг. কাপাসিয়া, англ. Kapasia) — подокруг в центральной части Бангладеш в составе округа Газипур. Образован в 1947 году. Административный центр — город Капасия. Площадь подокруга — 356,98 км². По данным переписи 1991 года численность населения подокруга составляла 303 710 человек. Плотность населения равнялась 851 чел. на 1 км². Уровень грамотности населения составлял 37 %. Религиозный состав: мусульмане — 94,03 %, индуисты — 5,88 %, прочие — 0,09 %.